# Warner Springs

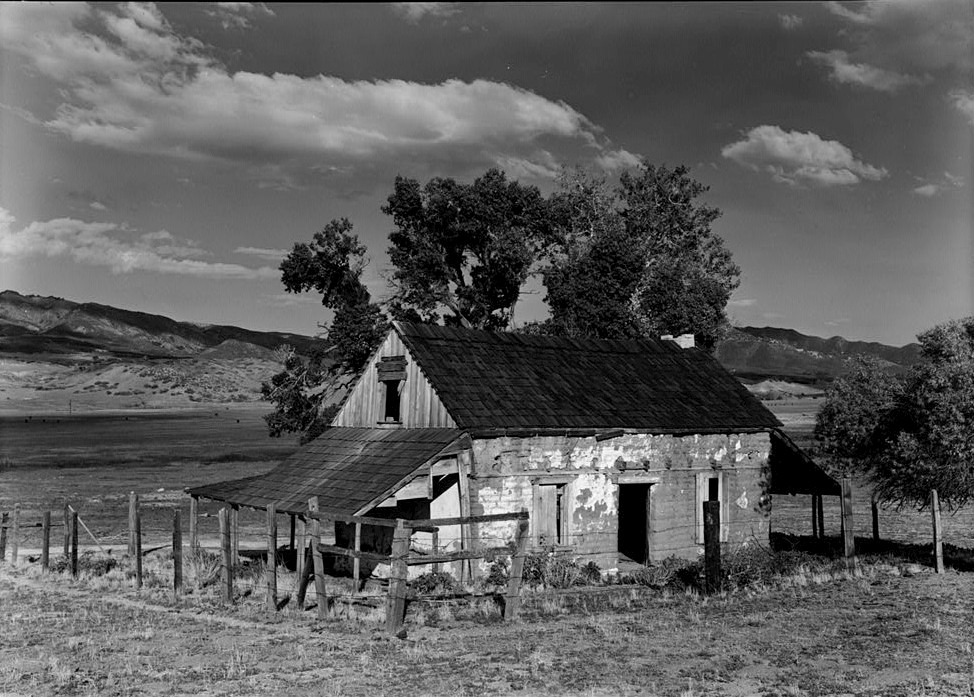
Warner's Ranch

Warner Springs is een kleine plaats (unincorporated community) in het noorden van San Diego County, in de Amerikaanse staat Californië. Er is een postkantoor in het dorp en de postcode is 92086.

## Bezienswaardigheden
In Warner Springs zijn er twee belangrijke historische monumenten, die beide erkend zijn als National Historic Landmark: de Oak Grove Butterfield Stage Station en Warner's Ranch. Beide monumenten hebben met de historische Butterfield Overland Mail-postkoetsroute te maken.
Door de topografie van de streek is Warner Springs tevens een populaire bestemming voor zweefvliegers.
Het langeafstandswandelpad Pacific Crest Trail passeert ten westen van het dorp.